# 양평군·가평군
양평군·가평군은 대한민국의 옛 국회의원 선거구이다. 당시 경기도 양평군과 가평군 지역을 관할했다.

## 역사
제17대 국회의원 선거를 앞두고 가평군·양평군 선거구가 개편되면서 신설되었다.
제19대 국회의원 선거를 앞두고 이천시·여주군 선거구에서 여주군을 편입해 여주군·양평군·가평군 선거구를 형성하게 됨에 따라 폐지되었다.

## 역대 국회의원
| 선거   | 정당 | 정당     | 의원   |
| ------ | ---- | -------- | ------ |
| 2004년 |      | 한나라당 | 정병국 |
| 2008년 |      | 한나라당 | 정병국 |

## 역대 선거 결과

### 대한민국 제17대 국회의원 선거
|  | 59.00% |

|  | 35.40% |

|  | 5.59% |

### 대한민국 제18대 국회의원 선거
|  | 65.03% |

|  | 30.44% |

|  | 4.51% |